# Lad elven leve
|  | Denne artikel er oprettet af botten Steenthbot ud fra en ekstern database. Den kan derfor have sproglige fejl eller mangler. Denne skabelon kan fjernes efter kontrol af indholdet. |

Lad elven leve er en norsk spillefilm fra 2023 instrueret af Ole Giæver.

## Handling
'Lad elven leve' er et indtagende og medrivende drama om en ung kvindes kamp for samiske rettigheder. Ester flytter til Alta i efteråret 1979, hvor hun får job som lærervikar. For at blive accepteret af kollegerne, vælger hun (som mange før hende) at holde sin samiske baggrund hemmelig, for årtier undertrykkelse og slet skjult racisme har fået mange samer til at tilpasse sig den norske kultur. Men da Esters fætter, som er samisk aktivist, tager hende med i demonstrationer mod det planlagte vandkraftværk i Altaelven, starter hendes egen opvågning og rejsen ud af skammen. Ester kaster sig ind i den konfliktfyldte kamp for bevaring af elven - og for retten til at være sig selv. Filmen er baseret på virkelige hændelser.